# Rhynchocinetes
Genre
Rhynchocinetes est un genre de crevette de la famille des Rhynchocinetidae.

## Liste des espèces
Selon World Register of Marine Species (30 décembre 2018) :
- Rhynchocinetes albatrossae Chace, 1997
- Rhynchocinetes australis Hale, 1941
- Rhynchocinetes balssi Gordon, 1936
- Rhynchocinetes brucei Okuno, 1994
- Rhynchocinetes conspiciocellus Okuno & Takeda, 1992
- Rhynchocinetes durbanensis Gordon, 1936
- Rhynchocinetes enigma Okuno, 1997
- Rhynchocinetes hiatti Holthuis, 1953
- Rhynchocinetes holthuisi Okuno, 1997
- Rhynchocinetes ikatere Yaldwyn, 1971
- Rhynchocinetes kuiteri Tiefenbacher, 1983
- Rhynchocinetes okuno Ahyong, 2015
- Rhynchocinetes rathbunae Okuno, 1996
- Rhynchocinetes serratus (H. Milne Edwards, 1837 (in Milne Edwards, 1834-1840))
- Rhynchocinetes typus H. Milne Edwards, 1837
- Rhynchocinetes uritai Kubo, 1942

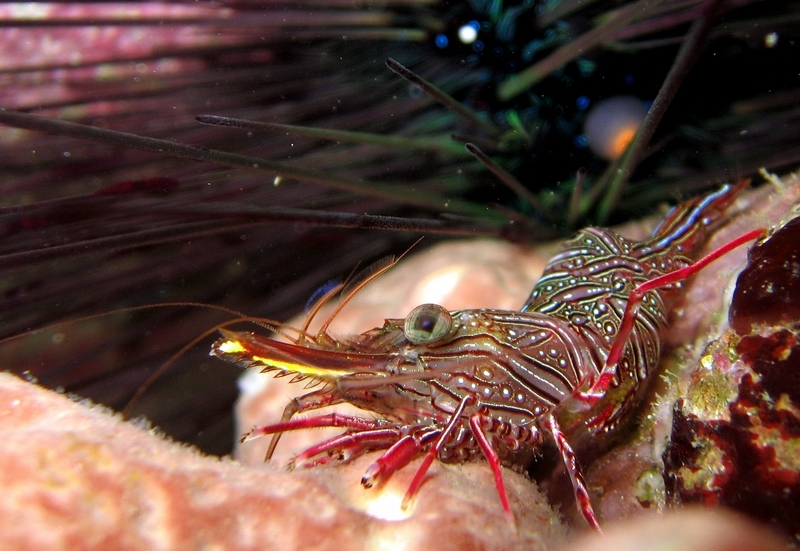
Rhynchocinetes conspiciocellus
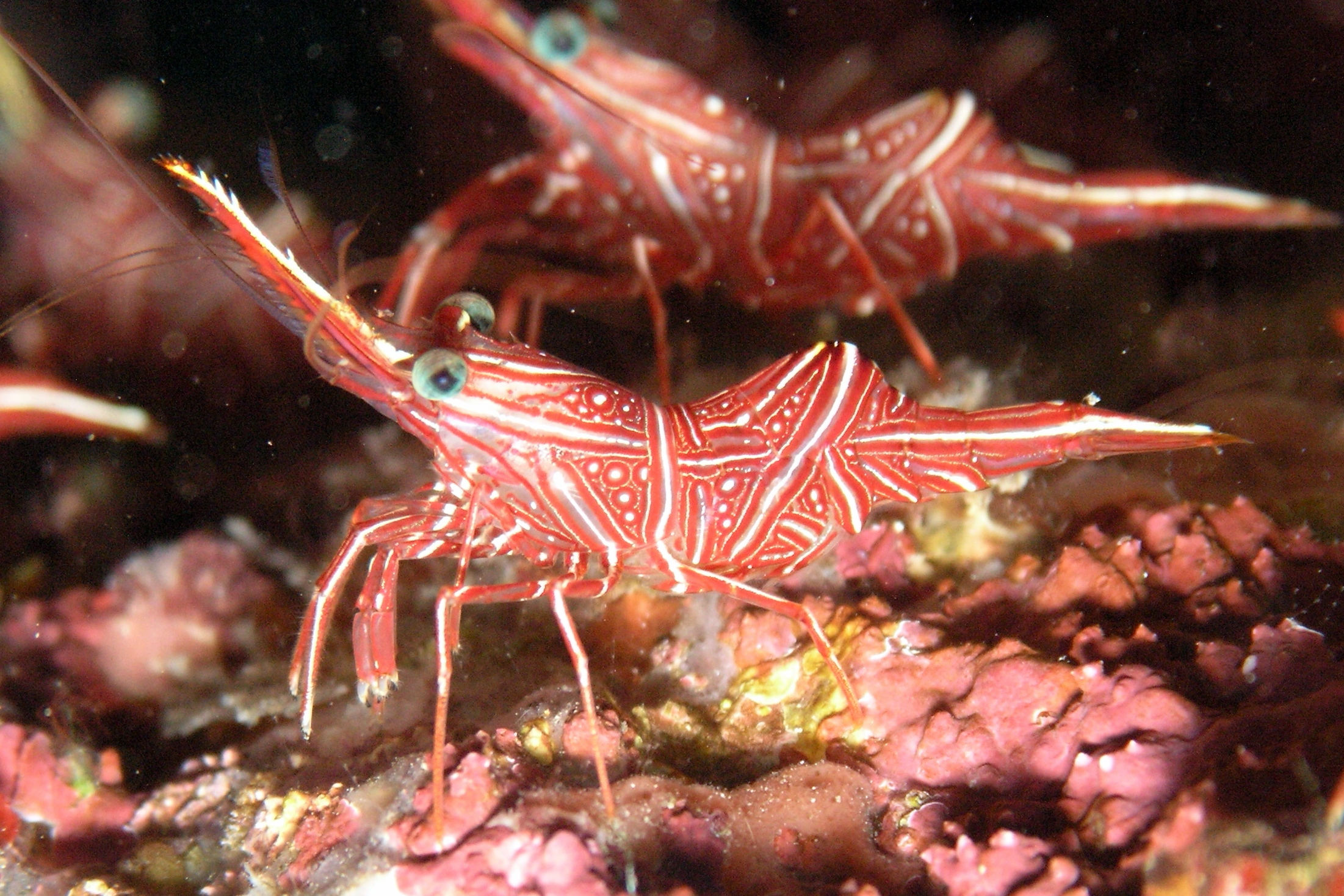
Rhynchocinetes durbanensis
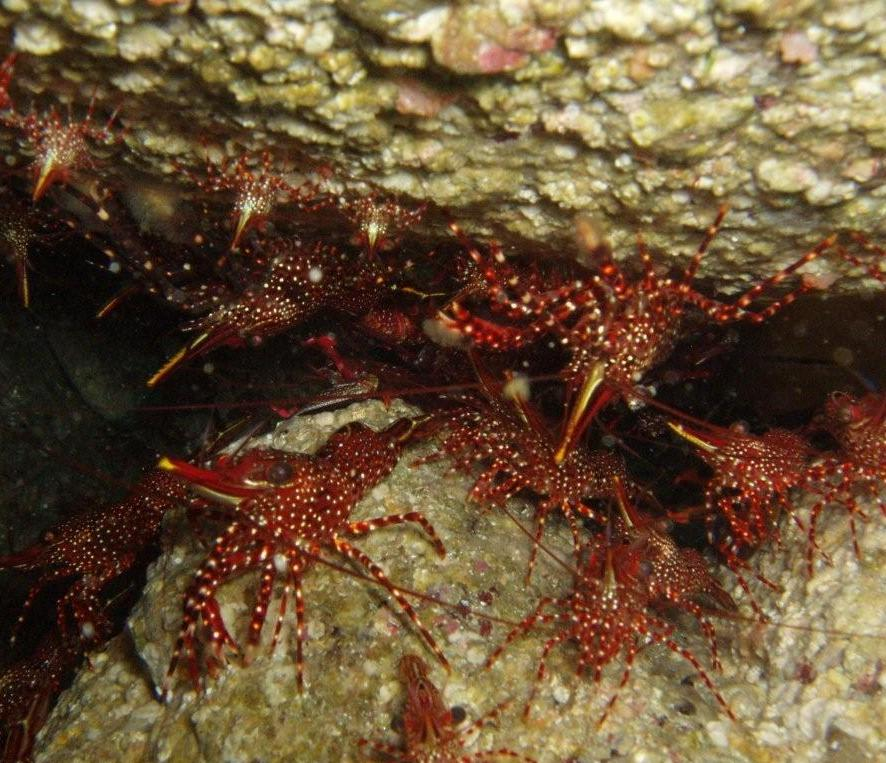
Rhynchocinetes typus
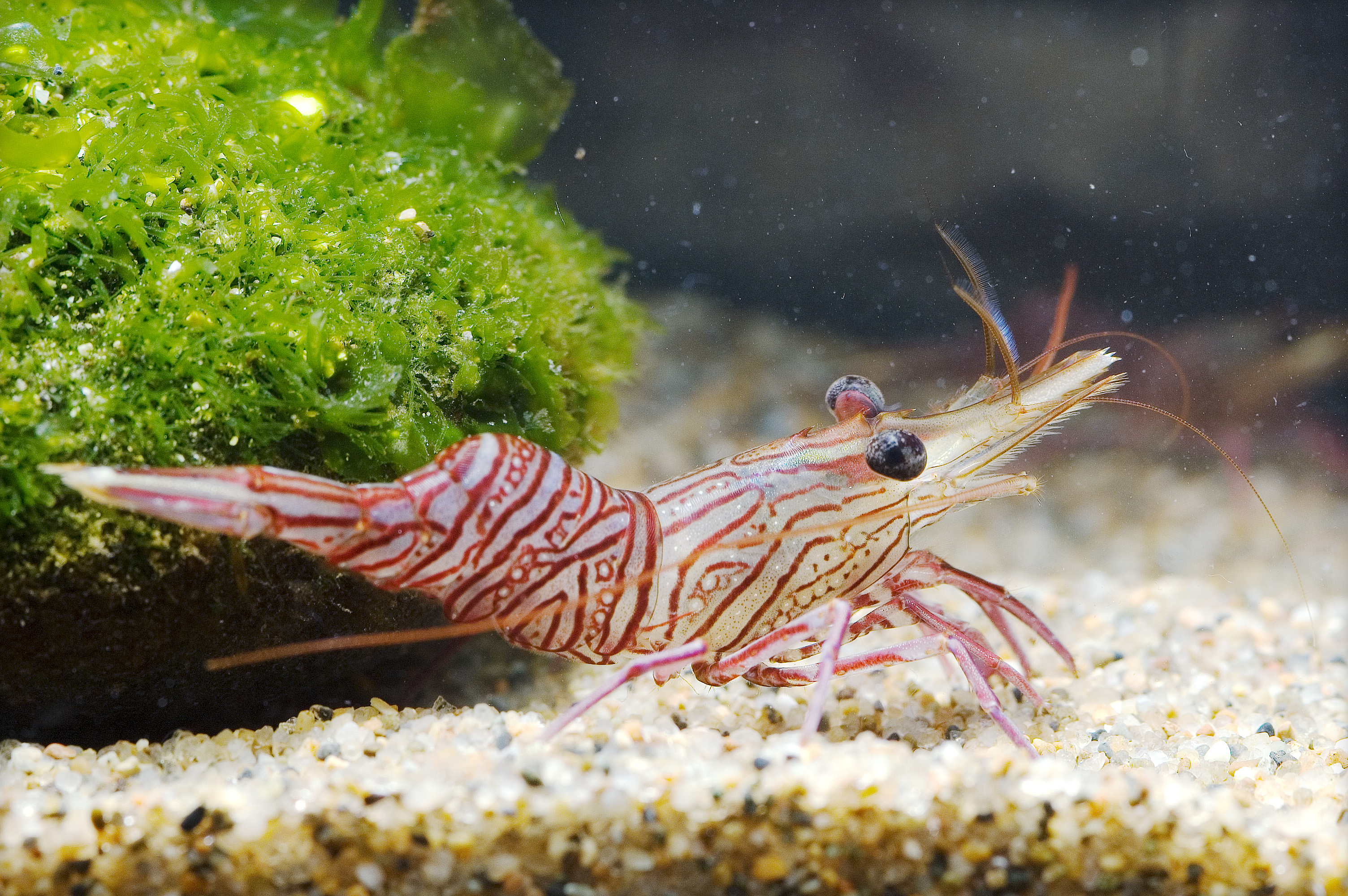
Rhynchocinetes uritai
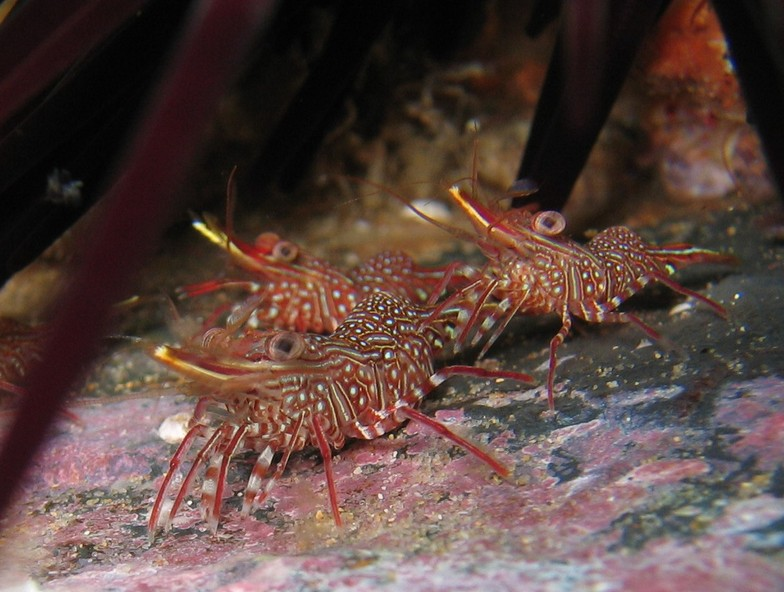
Rhynchocinetes sp.